# Ali Boumendjel

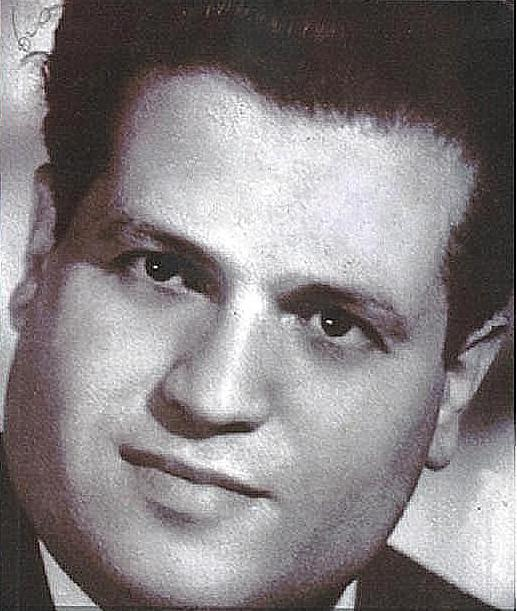

Ali Boumendjel (arabisch علي بومنجل; * 24. Mai 1919 in Relizane; † 23. März 1957 in El Biar) war ein algerischer Rechtsanwalt und politischer Aktivist. Während der Schlacht von Algier während des Algerienkrieges wurde er von französischen Fallschirmjägern unter General Jacques Massu gefoltert und am 23. März 1957 in El Biar, einem Vorort von Algier, ermordet. Dies wurde lange als Suizid getarnt. Am 2. März 2021 erkannte der französische Staatspräsident Emmanuel Macron den Mord an.

## Leben
Ali Boumendjel stammte aus einer Bauernfamilie aus dem Dorf Taourirt Menguellet in der Gemeinde Ain El Hammam in der Kabylei im Nordwesten Algeriens. Sein Vater war einer der ersten in Oranie ansässigen Lehrer für kabylische Sprache. Er hatte sechs Brüder.
Sein älterer Bruder Ahmed Boumendjel (1906–1984) war Mitglied der CNRA (Conseil National de la Révolution Algérienne), Verhandlungsführer in Évian (→ Verträge von Évian) und Minister von 1962 bis 1964 (Kabinett Ben Bella I).
Boumendjel ging in Larbaâ (bei Blida) zur Schule. Als sehr guter Schüler erhielt er ein Stipendium, das es ihm ermöglichte, das Duveyrier College in Blida zu besuchen. Dort lernte er einige Studenten kennen (darunter Abane Ramdane, Benyoucef Benkhedda und Saâd Dahlab), die später in der algerischen Nationalbewegung prominent wurden.
Nach dem College studierte er wie sein älterer Bruder Ahmed Rechtswissenschaften. Er folgt ihm auch auf politischem Gebiet. Sein Bruder Ferhat war ein Vertrauter von Abbas und Ali wurde Journalist bei der Zeitschrift L'Égalité, Organ der im März 1944 von Abbas gegründeten Massenbewegung Amis du manifeste et de la liberté (Freunde des Freiheitsmanifests).
Als 1946 die UDMA (Demokratische Union des Algerischen Manifests) gegründet wurde, wurde er Mitglied und nach 1954 einer ihrer Anwälte. 1955 trat er in die Nationale Befreiungsfront (FLN) ein und war ein Bindeglied zwischen dem UDMA und der FLN. Die UDMA wurde 1956 aufgelöst.
Er war verheiratet und hatte vier Kinder: Nadir, Sami, Farid und Dalila.
Ali Boumendjel wurde am 9. Februar 1957 während der Schlacht von Algier verhaftet. Er wurde an verschiedenen Orten in der Region Algier eingesperrt und gefoltert. Am 23. März 1957, dreiundvierzig Tage nach seiner Verhaftung, wurde er auf Befehl von Paul Aussaresses ermordet. Aussaresses schrieb dies selbst in seiner 2001 veröffentlichten Autobiografie und bestätigte, dass die Ermordung geplant war. Ali Boumendjel wurde aus dem sechsten Stock eines Gebäudes mit einem Folterzentrum in El Biar geworfen, um seinen Mord als Suizid zu tarnen.
Sein Tod erschütterte viele französische Intellektuelle, die die Wahrheit über den Tod dieses jungen pazifistischen Anwalts erfahren wollten. In demselben Gebäude wurden der Journalist Henri Alleg und der Mathematiker Maurice Audin eingesperrt und gefoltert. Audin wurde an einem unbekannten Ort ermordet; sein Leichnam tauchte nie auf.

## Anerkennung des französischen Staates

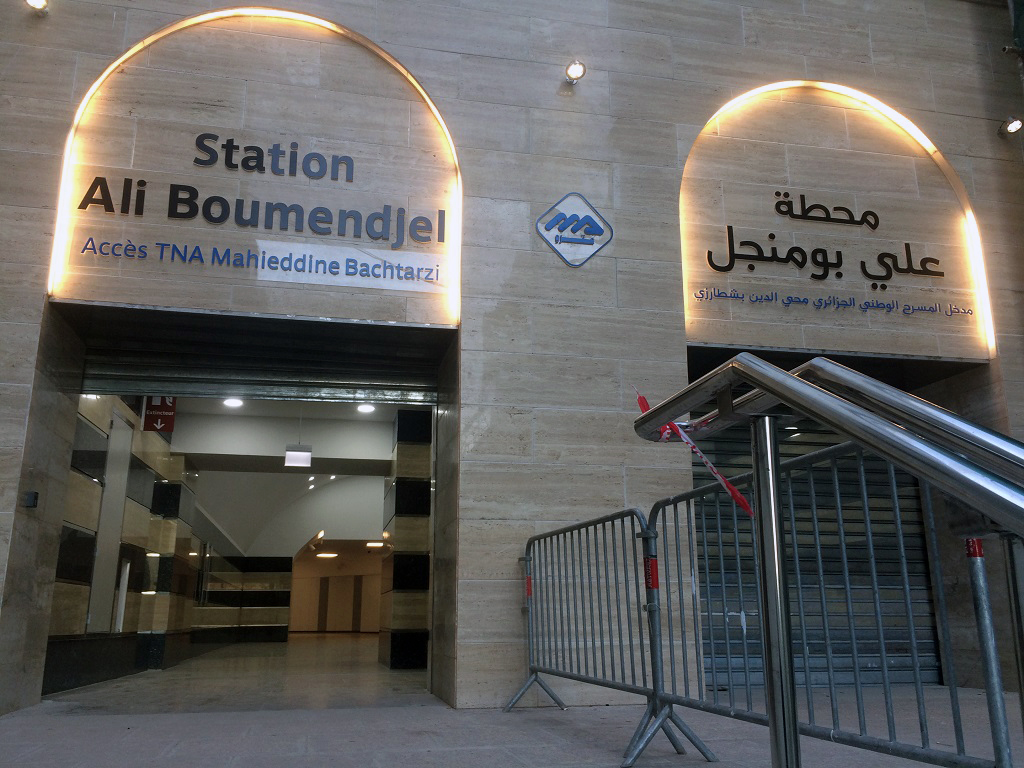

Nachdem der Historiker Benjamin Stora im Januar 2021 eine Studie zur französisch-algerischen Vergangenheitsbewältigung vorgelegt hatte, erkannte der französische Staatspräsident Emmanuel Macron am 2. März 2021 offiziell an, dass Boumendjel von französischen Soldaten gefoltert und ermordet wurde. Macron empfing vier Enkelkinder Boumendjels.
1999 erhielt Ali Boumendjel posthum den Nationalen Verdienstorden Algeriens. In Algier sind eine Straße und eine 2018 eröffnete U-Bahnstation nach ihm benannt. In seinem Geburtsort Relizane ist eine Siedlung nach ihm benannt.